# Drawn Together
Drawn Together is een Amerikaanse geanimeerde sitcom voor volwassenen, gemaakt door Dave Jeser en Matt Silverstein voor Comedy Central. Hij ging in première op 27 oktober 2004. De serie is een parodie op realityshows zoals The Real World, The Surreal Life en Big Brother, en volgt de tegenslagen van de huisgenoten in de fictieve show met dezelfde naam en gebruikt een sitcom-formaat met een reality-tv-showsetting.

## Achtergrond
De serie is bedacht door Dave Jeser en Matt Silverstein, en ze werd voor het eerst vertoond op 27 oktober 2004. Comedy Central maakt reclame door filmpjes waarin wordt duidelijk gemaakt dat dit de eerste geanimeerde realityshow is. Echter, in werkelijkheid moet zij gezien worden als een geanimeerde sitcom.
De show wordt gemaakt door Rough Draft Studios in Glendale in Californië, en een deel in studio's Zuid-Korea.
De serie heeft drie seizoenen en liep van 2004 tot november 2007. Er zijn geen plannen voor een vierde seizoen.
In het voorjaar van 2007 werd bekend dat de bedenkers Dave Jeser en Matt Silverstein Comedy Central hebben verlaten. Zij hebben nu voor de komende 2 jaar een betrekking bij Fox Broadcasting Company om een nieuwe serie te bedenken en/of te gaan werken aan bestaande series. Wat dit inhoudt voor de nog te nemen beslissing over het voortzetten van de serie, moet nog worden afgewacht.

## Inhoud

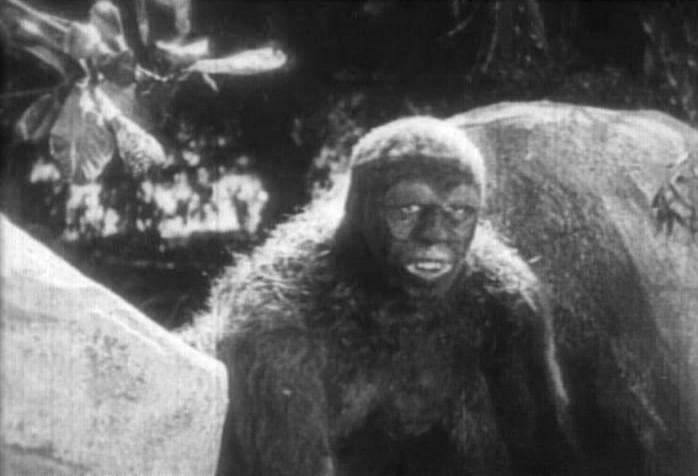
De aapmens die omkijkt is een running gag in Drawn Together. Het fragment komt oorspronkelijk uit de film The Lost World uit 1925.

In de serie komen verschillende personages voor die lijken op de personages uit uiteenlopende cartoonseries. Deze personages hebben in het verhaal toegezegd om aan de reality show mee te doen. De opzet is het beste te vergelijken met die van The Real World.
In sommige afleveringen moeten de figuren deelnemen aan uitdagingen die op zich weer een parodie zijn op de uitdagingen uit andere reality shows.
De serie werd in het begin bekend door de zin "Find out what happens when cartoon characters stop being polite… and start making out in hot tubs". Wat dus ook zoiets betekent in de trant van 'Kom kijken wat er gebeurt, wanneer tekenfilmfiguren niet meer beleefd zijn... en elkaar aflebberen in een bubbelbad. In de eerste aflevering werden de twee vrouwelijke personages Clara en Foxxy afgebeeld in een kussende houding in het bubbelbad van het Drawn Together House.

## Personages
De personages in de serie zijn parodieën op bekende personages uit tekenfilm- en stripfiguren.
Met elkaar vormen zij een collectie archetypen uit diverse tekenfilmscholen.
- Wooldoor Sockbat is een parodie op SpongeBob SquarePants en Ren & Stimpy. Een bizar en tegelijkertijd kinderlijk naïef personage. Hij is goedgelovig en hyperactief. Ook vertegenwoordigt hij vele karakters uit de Looney Tunes. (gespeeld door James Arnold Taylor)
- Toot Braunstein is een parodie op Betty Boop en Minnie Mouse. Zij is de "bitch" van het huis en was de pin-up girl uit de jaren '20. Verder heeft ze erg onaantrekkelijke kanten. Ook zou ze lijden aan borderline, omdat ze last heeft van stemmingswisselingen, zichzelf in het middelpunt van de belangstelling wil plaatsen, last heeft van eetbuien en zichzelf verminkt om de emotionele pijn te onderdrukken. (gespeeld door Tara Strong)
- Captain Hero is een parodie op Superman. Hij is een seksueel geperverteerde, emotioneel gehandicapte psychopaat. Hij heeft een zwak voor vrouwen en pest graag de onderdeurtjes. Hij had vroeger een vrouwelijke waarschijnlijk minderjarige assistente die Captain Girl heet tot ze werd vermoord. (gespeeld door Jess Harnell)
- Princes Clara is een mix van Disneys Ariël uit De kleine zeemeermin, Assepoester uit Assepoester en Belle uit Belle en het Beest. Zij is het archetype van een elitair christelijk Amerikaans meisje. Ze wil vooral overkomen als een sprookjesprinses, maar ze heeft haar duistere kanten. Een integere reputatie vindt ze zeer belangrijk en daarom schaamt ze zich voor onder andere haar geestelijk beperkte nichtje Bléh, hoewel deze een mooier lichaam heeft dan zij. (gespeeld door Tara Strong)
- Ling Ling is een parodie op de Pokémon Pikachu en heeft de aanvalstactieken van Dragonball Z. Hij praat pseudo-Japans met Engelse ondertitels. Hoewel hij een vervaarlijk vechter is, wordt hij het meest gezien als huisdier. Zijn droom was een echte danser in Japan te worden tot hij door Gash, een parodie van Ash Ketchum, werd gevangen en gedwongen werd gevechten aan te gaan. (gespeeld door Abbey DiGregorio)
- Xandir P. Wifflebottom is een parodie op Link uit Zelda en het elfenvolk uit The Hobbit. Hij is homoseksueel, hoewel hij dat in het begin nog niet doorheeft. Dankzij Captain Hero ziet hij in dat hij door zijn prinses wordt onderdrukt en dat hij moet uitkomen voor zijn homoseksualiteit. Hij is erg gevoelig, soms ronduit verwijfd. Hij beschikt over drie levens, net als de personages in computerspelletjes. Hij is ook het personage dat de klappen ontvangt. (gespeeld door Jack Plotnick)
- Foxxy Love is een parodie op Valerie Brown uit Josie and the Pussycats. Haar naam is een combinatie van Foxy Brown en Christie Love, beide namen uit blaxploitationfilms. Hiermee parodieert ze diverse stereotypen over Afro-Amerikanen uit de jaren 70. Ze speelt de pittige meid die niet met zich laat sollen, maar algemene ontwikkeling is niet haar sterkste kant. (gespeeld door Cree Summer)
- Spanky Ham is een Flash-cartoon uit het internet. Hij is een onbeschaafd, vies varken die houdt van onderbroekenlol en seksueel getinte grappen. Ook vindt hij het leuk om meisjes aan het schrikken te maken met zijn gekrulde penis. (gespeeld door Adam Carolla).